# 고토 아리토모
고토 아리토모(일본어: 五藤 存知, 1888년 1월 23일 ~ 1942년 10월 12일)는 일본 제국의 해군 군인이다. 일본 해군병학교 38기생. 최종 계급은 해군 중장. 동기로는 구리타 다케오, 미카와 군이치가 있으며, 전문은 수뢰 담당으로 구축함과 전함 야마시로(山城) 와 무쓰(陸奧)의 함장을 역임했다.
야마우치 가즈토요의 가신이었던 고토 기치베 다메키요의 후손인 고토 아리토모는 미토 번사 고토 지카토모(五藤近知)와 가네(加根) 사이의 3남으로 태어났다. 부친 지카모토는 미토 나리아키의 가신으로 도쿠가와 이에야스를 모신 동조궁의 궁사로 일했다.
태평양전쟁 개전시, 제6함대 사령관으로 트랙섬으로 진출해 웨이크 섬 공략전과 산호해 해전, 제1차 솔로몬 해전에 참가했다. 1942년 10월 12일, 사보섬 해전에서 적함을 아군 함으로 오인, 탑승한 6함대 기함 중순양함 아오바(靑葉)의 함교에 적탄이 명중하여 양 다리를 잃고 과다출혈로 사망했다. 고토 아리토모는 이를 끝까지 동료함이 적 토벌을 위해 쏜 것으로 생각해 "바보같은 놈들, 바보같은 놈들"이라 외치며 숨졌다고 한다.
54세의 나이로 사망했으며, 전사 후에는 중장으로 추서되었다.